# يون سونغ أه
يون سونغ أه (بالكورية: 윤승아)‏ ولدت في 29 سبتمبر 1983 في غوانغو، كوريا الجنوبية. هي ممثلة كورية جنوبية.

## روابط خارجية
- يون سونغ أه على موقع IMDb (الإنجليزية)
- يون سونغ أه على موقع قاعدة بيانات الفيلم (الإنجليزية)